# Мельницкий, Андрей Петрович
Андрей Петрович Мельницкий — советский хозяйственный и государственный деятель, Герой Социалистического Труда.

## Биография
Родился в 1933 году. Член КПСС
В 1951—1988 — горнорабочий очистного забоя, ученик машиниста врубовой машины, Героя Социалистического Труда С. С. Томашевского, машинист врубовой машины, бригадир горнорабочих очистного забоя шахты имени Л. И. Лутугина комбината «Торезантрацит» Министерства угольной промышленности Украинской ССР.
Указом Президиума Верховного Совета СССР от 30 марта 1971 года присвоено звание Героя Социалистического Труда с вручением ордена Ленина и золотой медали «Серп и Молот».
Делегат XXIV съезда КПСС.
Жил в Торезе.

## Награды и звания
- Герой Социалистического Труда (30.03.1971)
- Орден Ленина (30.03.1971)
- Орден Октябрьской Революции (19.02.1974)